# Hamish Turnbull
Hamish Turnbull (* 13. Juli 1999 in Morpeth) ist ein britischer Bahnradsportler, der sich auf die Kurzzeitdisziplinen spezialisiert hat.

## Sportlicher Werdegang
Als Jugendlicher war Hamish Turnbull einer der erfolgreichsten Radsportler Großbritanniens. Mit 14 wurde er schon in die Nationalmannschaft berufen. Er war in seiner Heimatstadt Schüler der renommierten King Edward VI School (KEVI). 2017 belegte er bei den Junioren-Weltmeisterschaften mit Alistair Fielding und Lewis Stewart im Teamsprint Rang vier, und er wurde britischer Junioren-Meister im Sprint. Bis 2020 stellte er fünf nationale Rekorde auf.
2020 wurde Turnbull im Alter von 20 Jahren jüngster britischer Meister im Sprint. 2021 wurde er gemeinsam mit Alistair Fielding, Hayden Norris und James Bunting U23-Europameister im Teamsprint. Im selben Jahr startete er bei den Europameisterschaften (4. im Teamsprint, 9. im Keirin) und bei den Weltmeisterschaften (5. im Teamsprint). 2022 wurde er mit Jack Carlin, Fielding und Joseph Truman britischer Meister im Teamsprint, in Sprint und Keirin belegte er jeweils Platz drei.
Bei den Olympischen Spielen 2024 in Paris gewann Turnbull die Silbermedaille im Teamsprint. Beim Sprint kam er bis ins Viertelfinale, beim Keirin wurde er im Halbfinale in einen Sturz verwickelt und schied aus.

## Diverses
Die Radsportlerin Fiona Turnbull ist die jüngere Schwester von Hamish Turnbull.

## Erfolge
2016
- Junioren-Europameisterschaft – Teamsprint (mit Alexander Joliffe und Lewis Stewart)

2017
- Britischer Junioren-Meister – Sprint

2020
- Britischer Meister – Sprint

2021
- U23-Europameister – Teamsprint (mit Alistair Fielding, James Bunting und Hayden Norris)

2022
- Britischer Meister – Teamsprint (mit Jack Carlin, Alistair Fielding und Joseph Truman)
- Commonwealth Games – Teamsprint (mit Ryan Owens und Joseph Truman)
- Europameisterschaft – Teamsprint (mit Alistair Fielding und Jack Carlin)
- Weltmeisterschaft – Teamsprint (mit Alistair Fielding und Jack Carlin)

2023
- Europameisterschaft – Teamsprint (mit Alistair Fielding, Jack Carlin und Joseph Truman)
- Britischer Meister – Keirin

2024
- Olympische Spiele – Teamsprint (mit Ed Lowe und Jack Carlin)